# برناردو سگال
برناردو سگال (پرتغالی: Bernardo Segall؛ ‏ ۴ اوت ۱۹۱۱ – ۲۶ نوامبر ۱۹۹۳) آهنگساز، موسیقی‌دان و نوازنده پیانو برزیلی‌الاصل اهل ایالات متحده آمریکا بود.
از فیلم‌ها یا مجموعه‌های تلویزیونی که وی در آن‌ها نقش داشته‌است، می‌توان به فاتح غرب اشاره نمود.